# Matt Walsh (actor)
Matthew Paul Walsh (Chicago, 13 de octubre de 1964) es un actor, comediante y escritor estadounidense. Es más conocido por ser miembro fundador del grupo teatral de comedia Upright Citizens Brigade y por ser el coprotagonista de la serie Veep de HBO donde interpreta a Mike McLintock. También actuó en programas de comedia como Dog Bites Man en Comedy Central y en Players en Spike TV.

## Primeros años
Walsh nació en Chicago, el cuarto de siete hijos de Dick y Audrey Walsh. Se graduó de la Hinsdale South High School en 1982. Mientras que en la escuela secundaria jugó en el equipo de fútbol de su escuela.
Asistió a Northern Illinois University, donde se graduó con una licenciatura en psicología, también de pasar un año estudiando en el extranjero en Austria en Salzburg College. Después de la universidad, empezó a tomar clases de comedia de improvisación en Chicago, donde se convertiría en un actor regular en el Annoyance Theater y ImprovOlympic, donde estudió con el legendario maestro de la improvisación Del Close.  
En 1991, se encontró con el cómico Matt Besser, con el que comenzó a realizarse en la comedia stand-up. Se unió a Besser en el Upright Citizens Brigade, junto con Amy Poehler e Ian Roberts.

## Vida personal
Walsh vive en Valley Village, California, con su esposa Morgan. Tienen tres hijos, Judas, Emmet, y Celia. 

## Filmografía

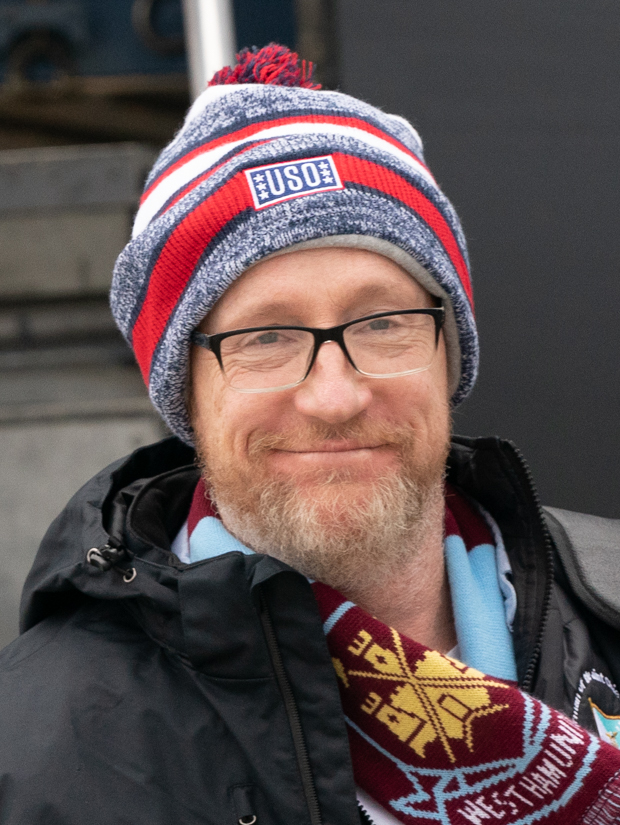
Matt Walsh en 2020.

### Películas
| Año  | Película                       | Personaje           |
| ---- | ------------------------------ | ------------------- |
| 1998 | Talent                         | Ted                 |
| 1999 | Fatty Drives the Bus           |                     |
| 2000 | Road Trip                      | Fotógrafo           |
| 2002 | Martin & Orloff                | Dr. Eric Orloff     |
| 2003 | Pushing Tom                    | Trabajador          |
| 2003 | Old School                     | Walsh               |
| 2003 | The Test                       | Joe                 |
| 2003 | Death of a Dynasty             | Hombre #1           |
| 2003 | Elf                            | Eye Witness         |
| 2003 | Brainwarp                      | Capitán             |
| 2003 | Bad Santa                      | Herb                |
| 2004 | The Sensual Lover of Bindalele | Budo                |
| 2004 | Starsky & Hutch                | Eddie               |
| 2004 | Christmas with the Kranks      | Neighbor #2         |
| 2006 | School for Scoundrels          | Walsh               |
| 2007 | Wild Girls Gone                | Sheriff Terry Moran |
| 2007 | Dante's Inferno                | Reportero           |
| 2008 | Lower Learning                 | Mr. Conroy          |
| 2008 | Be Kind Rewind                 | Oficial Julian      |
| 2008 | Drillbit Taylor                | Conductor           |
| 2008 | Semi-Pro                       | Papá Pat            |
| 2008 | Step Brothers                  |                     |
| 2008 | Role Models                    | Davith              |
| 2009 | Mystery Team                   | Jim                 |
| 2009 | I Love You, Man                | Jugador             |
| 2009 | The Hangover                   | Dr. Valsh           |
| 2010 | Cyrus                          | Tim                 |
| 2010 | Due Date                       | Agente del TSA      |
| 2010 | Queens of Country              | Cleveland Norvis    |
| 2010 | Cherry                         | Prof. Van Auken     |
| 2011 | Freak Dance                    | Adolph Hitler, Jr.  |
| 2012 | High Road                      | Hombre              |
| 2012 | Ted                            | Thomas              |
| 2013 | Movie 43                       | Padre de Amanda     |
| 2014 | Hits                           | Dave                |
| 2014 | Into the Storm                 | Pete                |
| 2014 | Sex Ed                         | Washout             |
| 2015 | 6 Miranda Drive                |                     |
| 2016 | Cazafantasmas                  | Rourke              |
| 2019 | La cita perfecta               | Charlie Rattigan    |

### Televisión
- Ghosts (2021) - Elias Woodstone
- Rick and Morty (2015)
- Brooklyn Nine-Nine (2014) - Detective Lohank
- Comedy Bang! Bang! (2013) - L. Jefe Maninchargo
- The Aquabats! Super Show! (2013) - Santa Claus
- Drunk History (2013) - Various
- Parks and Recreation (2013) - Leonard Tchulm
- Happy Endings (2013) - Duckie Blenkinship
- Veep (2012–presente) - Mike McLintock
- MyMusic (2012) - Mr. Indie
- Animal Practice (2012) - Alan Waxman
- Jon Benjamin Has a Van (2011) – Varios personajes
- Childrens Hospital (2010–2011) – Varios personajes
- Outsourced (2010–2011) – Jerry Stern
- Hung (2010) – Matt Saline
- Community (2010) – Joshua
- Nick Swardson's Pretend Time (2010) – Varios personajes
- Party Down (2010) – Larry Duckett
- Players (2010) – Bruce FitzGerald
- The League (2009) – Mr. Freidman
- Human Giant (2007–2008) – Varios personajes
- Dog Bites Man (2006) – Kevin Beekin
- Reno 911! (2004–2009) – Ranger Glen/Varios personajes
- The Daily Show (2001–2002) – Correspondiente
- Upright Citizens Brigade (1998–2000) – Trotter/Varios personajes
- Late Night with Conan O'Brien (1996–2004)